# Tiềm Giang
Tiềm Giang (Hán tự giản thể: 潜江; pinyin: Qiánjiāng) là một thành phố cấp phó địa khu trực thuộc tỉnh Hồ Bắc, Cộng hòa Nhân dân Trung Hoa.
Tiềm Giang nằm ở phía nam trung bộ Hồ Bắc. Phía đông giáp Thiên Môn, tây giáp Kinh Châu.
Thiên Môn có 2 nhai đạo, 10 trấn.